# Vũ khí hủy diệt hàng loạt
Vũ khí hủy diệt hàng loạt (tiếng Anh: weapon of mass destruction, gọi tắt là WMD) là loại vũ khí có khả năng gây cho đối phương tổn thất rất lớn về sinh lực, phương tiện kỹ thuật, cơ sở kinh tế, quốc phòng, môi trường sinh thái, có tác động mạnh đến tâm lý-tinh thần. Nhìn chung đó là thuật ngữ để chỉ các vũ khí hạt nhân, vũ khí sinh học, vũ khí hóa học và phóng xạ. Thuật ngữ này nảy sinh từ năm 1937 khi báo chí đề cập đến vụ ném bom thảm sát tại Guernica, Tây Ban Nha. Sau Vụ ném bom nguyên tử xuống Hiroshima và Nagasaki tại Nhật Bản, cũng như những diễn tiến suốt thời kỳ Chiến tranh Lạnh, nó ngày càng được dùng phổ biến để chỉ những thứ vũ khí phi quy ước. Đồng nghĩa với thuật ngữ WMD, người ta còn sử dụng các thuật ngữ như "Vũ khí nguyên tử, sinh học và hóa học" (ABC), "Vũ khí hạt nhân, sinh học và hóa học" (NBC) và "Vũ khí hóa học, sinh học, phóng xạ và hạt nhân" (CBRN) mặc dù trong số này vũ khí hạt nhân vẫn được coi là có tiềm năng lớn nhất trong hủy diệt hàng loạt. Lối nói này được sử dụng rộng rãi trong mối liên quan tới chiến tranh Iraq năm 2003 do Mỹ đứng đầu.
Có thể nói vũ khí hạt nhân cũng như vũ khí phóng xạ là hệ quả trực tiếp của cuộc Cách mạng khoa học-kỹ thuật, cái đã giúp loài người chinh phục được nguồn năng lượng lớn chưa từng có. Vì thế chúng được xếp vào thế hệ vũ khí thứ 5, tức là còn hiện đại hơn những vũ khí tự động (liên thanh) ra đời cuối thế kỷ XIX.
Nhìn chung các vũ khí hủy diệt hàng loạt đều mang đặc tính hủy diệt lớn không lựa chọn. Do tác động hủy diệt không lựa chọn nên chính mối lo sợ vũ khí WMD đã có tác động định hình các chính sách và các hoạt động chính trị, thúc đẩy các phong trào xã hội. Thái độ ủng hộ hoạt động phát triển, hoặc ngược lại, kiểm soát vũ khí WMD là khác biệt nhau trên bình diện quốc gia cũng như quốc tế. Song nhìn chung người ta chưa hiểu rõ bản chất của những mối đe dọa này, một phần bởi vì thuật ngữ bị chính giới và giới truyền thông trên thế giới sử dụng một cách không chính xác.
Phòng chống vũ khí hủy diệt hàng loạt là 1 nội dung được chú ý trong lĩnh vực quân sự hiện nay khi mà trình độ khoa học-công nghệ về vũ khí đã đạt đến trình độ cao.

### Vũ khí hạt nhân (tiếng Anh: nuclear weapon)

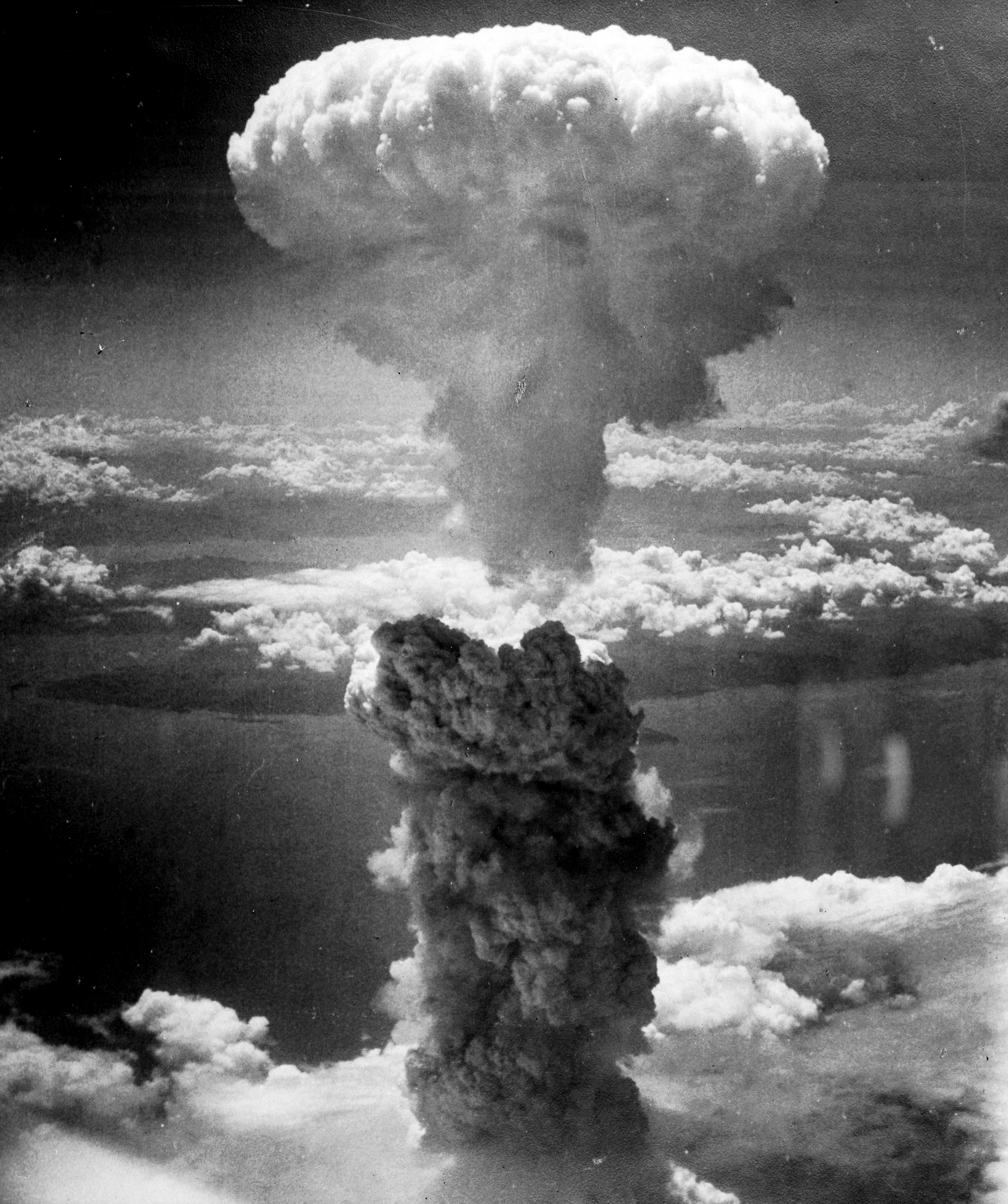
Quả bom nguyên tử Fat Man được Mỹ ném xuống Nagasaki ngày 9/8/1945 giết chết hơn 74.000 người dân vô tội.

## Lịch sử sử dụng thuật ngữ "Vũ khí hủy diệt hàng loạt"